# Ninja Sex Party
 (mars 2021).
La mise en forme du texte ne suit pas les recommandations de Wikipédia : il faut le « wikifier ».
Les points d'amélioration suivants sont les cas les plus fréquents. Le détail des points à revoir est peut-être précisé sur la page de discussion.
- Les titres sont pré-formatés par le logiciel. Ils ne sont ni en capitales, ni en gras.
- Le texte ne doit pas être écrit en capitales (les noms de famille non plus), ni en gras, ni en italique, ni en « petit »…
- Le gras n'est utilisé que pour surligner le titre de l'article dans l'introduction, une seule fois.
- L'italique est rarement utilisé : mots en langue étrangère, titres d'œuvres, noms de bateaux, etc.
- Les citations ne sont pas en italique mais en corps de texte normal. Elles sont entourées par des guillemets français : « et ».
- Les listes à puces sont à éviter, des paragraphes rédigés étant largement préférés. Les tableaux sont à réserver à la présentation de données structurées (résultats, etc.).
- Les appels de note de bas de page (petits chiffres en exposant, introduits par l'outil «  Source ») sont à placer entre la fin de phrase et le point final[comme ça].
- Les liens internes (vers d'autres articles de Wikipédia) sont à choisir avec parcimonie. Créez des liens vers des articles approfondissant le sujet. Les termes génériques sans rapport avec le sujet sont à éviter, ainsi que les répétitions de liens vers un même terme.
- Les liens externes sont à placer uniquement dans une section « Liens externes », à la fin de l'article. Ces liens sont à choisir avec parcimonie suivant les règles définies. Si un lien sert de source à l'article, son insertion dans le texte est à faire par les notes de bas de page.
- La présentation des références doit suivre les conventions bibliographiques. Il est recommandé d'utiliser les modèles {{Ouvrage}}, {{Chapitre}}, {{Article}}, {{Lien web}} et/ou {{Bibliographie}}. Le mode d'édition visuel peut mettre en forme automatiquement les références.
- Insérer une infobox (cadre d'informations à droite) n'est pas obligatoire pour parachever la mise en page.

Pour une aide détaillée, merci de consulter Aide:Wikification.
Si vous pensez que ces points ont été résolus, vous pouvez retirer ce bandeau et améliorer la mise en forme d'un autre article.
Ninja Sex Party (abrégé en NSP) est un duo de comédie musicale américain composé de Dan Avidan et Brian Wecht. Au sein de ce groupe, Avidan et Wecht jouent respectivement les personnages de Danny Sexbang, exubérant et hypersexuel juif, un peu idiot, essayant constamment de coucher avec des femmes et Ninja Brian, un ninja muet et tueur en série. Ils se sont formés en 2009 à New York et sont actuellement basés à Los Angeles. Ils sont également connus pour être membres du groupe de rap basé sur les jeux vidéo, Starbomb, en collaboration avec Arin Hanson (en), avec qui ils animent la chaine Youtube Game Grumps depuis 2013.
La musique de Ninja Sex Party est une musique humoristique orientée rock ou synthpop, sur les thèmes du sexe, de la séduction, de l'amour ou de la fantasy. Cependant, leur série d'albums de reprises de chansons des années 1970 et 80, Under the Covers, commencée en 2016, les a vu pour la première fois adopter une approche non comique de la musique.
À ce jour, NSP a publié sept albums studio (quatre composés de morceaux originaux et trois albums de reprises), en plus de trois albums dans le cadre du groupe Starbomb. Wecht a initialement participé en tant que producteur de disques et a joué tous les instruments de leurs premiers albums, jusqu'à ce qu'ils commencent à travailler avec le producteur Jim Arsenault (puis Jim Roach) et le backing band Tupper Ware Remix Party (TWRP) en 2015. Depuis mai 2018, Wecht dépeint également Ninja Brian dans sa propre émission de comédie en direct intitulée Ninja Brian's All-Star Variety Luau Spectacular.

## Carrière

### Formation et début de carrière (2009-2012)

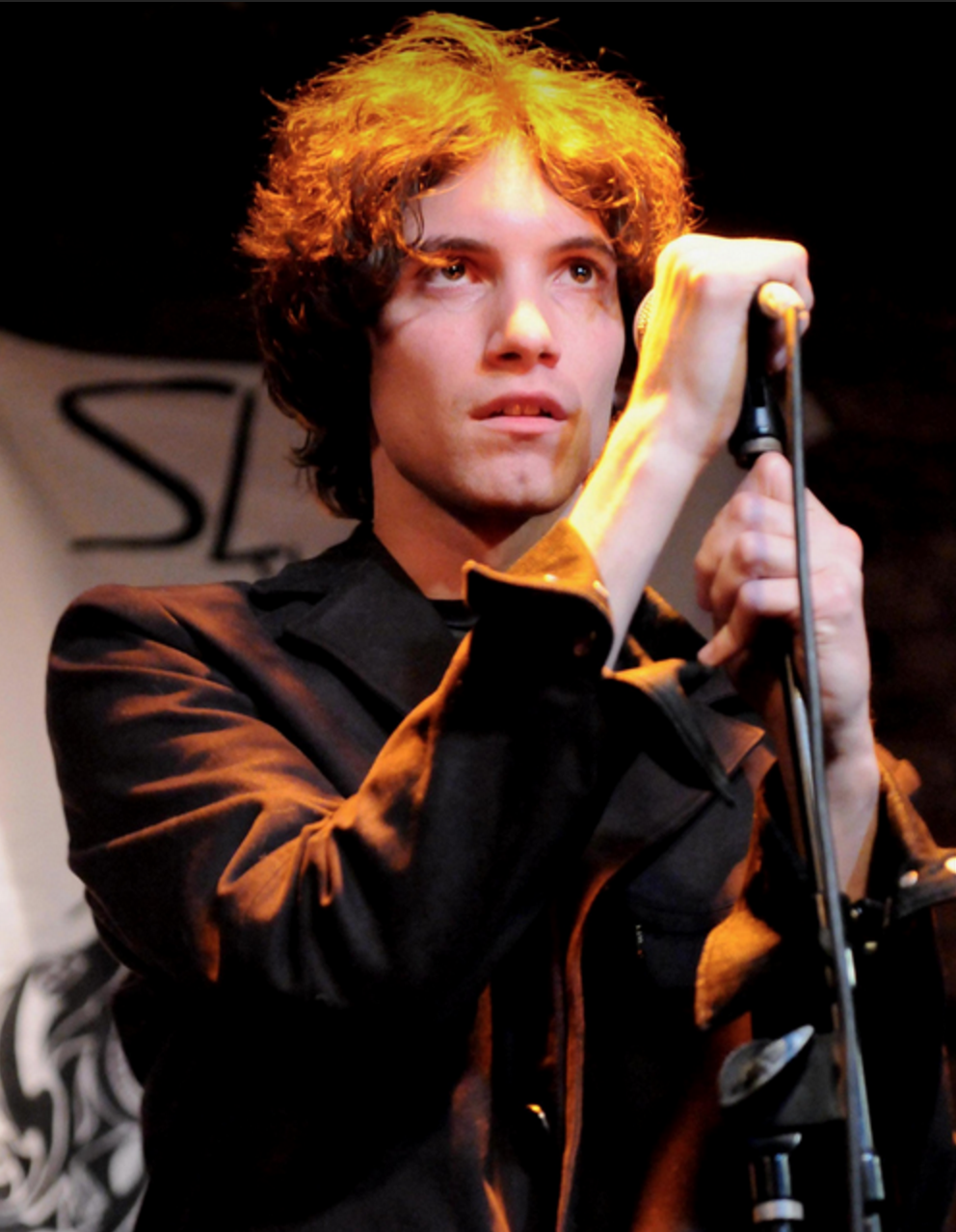
Avidan dans son précédent groupe Skyhill en 2008.

Avidan, qui avait auparavant chanté dans des groupes tels que The Northern Hues et Skyhill, a initialement conceptualisé le groupe. Ayant besoin d'un membre du groupe, Avidan a été présenté à Wecht, qui était le directeur musical d'une troupe de comédie à New York par une amie commun au Upright Citizens Brigade Theatre, Julie Katz, membre de la troupe de comédie de Wecht (jouant dans leur clip « The Decision »),. Le groupe a été formé en février / mars 2009, Dan Avidan prenant pour nom de scène  « Danny Sexbang » et Brian Wecht « Ninja Brian ». Cependant, le personnage « Danny Sexbang » a été initialement nommé « Danny Sweetnuts » avant d'être changé en « Sexbang » car Avidan a estimé que le nom semblait « plus fort ».
Inspiré par The Lonely Island et Flight of the Conchords, Ninja Sex Party raconte l'histoire d'un "super-héros juif qui porte un unitard, avec son meilleur ami, le ninja, et ensemble ils chantent des chansons sur des bites, et essaient [en vain] de rencontrer des femmes".
Ils ont commencé à se produire ensemble cet été-là, apparaissant dans divers festivals de films, dont SXSW, Dragon Con et le LACS,,. Ils ont reçu le prix de la « Meilleure vidéo de comédie » par Industry Power Play, ainsi que le « Trophée de l'Awesomeness » sur le site vidéo de Vimeo,. Ils ont remporté le prix du "meilleur court métrage vidéo" et la "meilleure chanson humoristique" aux Improvisation News 2010 INNY Awards. Leur vidéo Sex Training est également apparue sur la page Comédie du Huffington Post. Tous leurs premiers clips ont été réalisés, tournés et montés par Jim Turner, qui était la seule personne payée pour son implication.
En 2011, ils sortent leur premier album NSFW, sur iTunes, qui contient à la fois des chansons originales et toutes leurs chansons précédemment publiées sur YouTube.

### Réussite commerciale et projets annexes (2013-2015)
Le groupe a sorti son deuxième album, Strawberries and Cream, en avril 2013.
En juillet, le groupe sort le single Party of Three, sorti de son troisième album. La chanson a présenté une apparition de l'animateur et personnalité Internet Arin Hanson (en).
En septembre 2013, le groupe a composé la bande originale du film de Mondo Media (en) Dick Figures: The Movie (en).

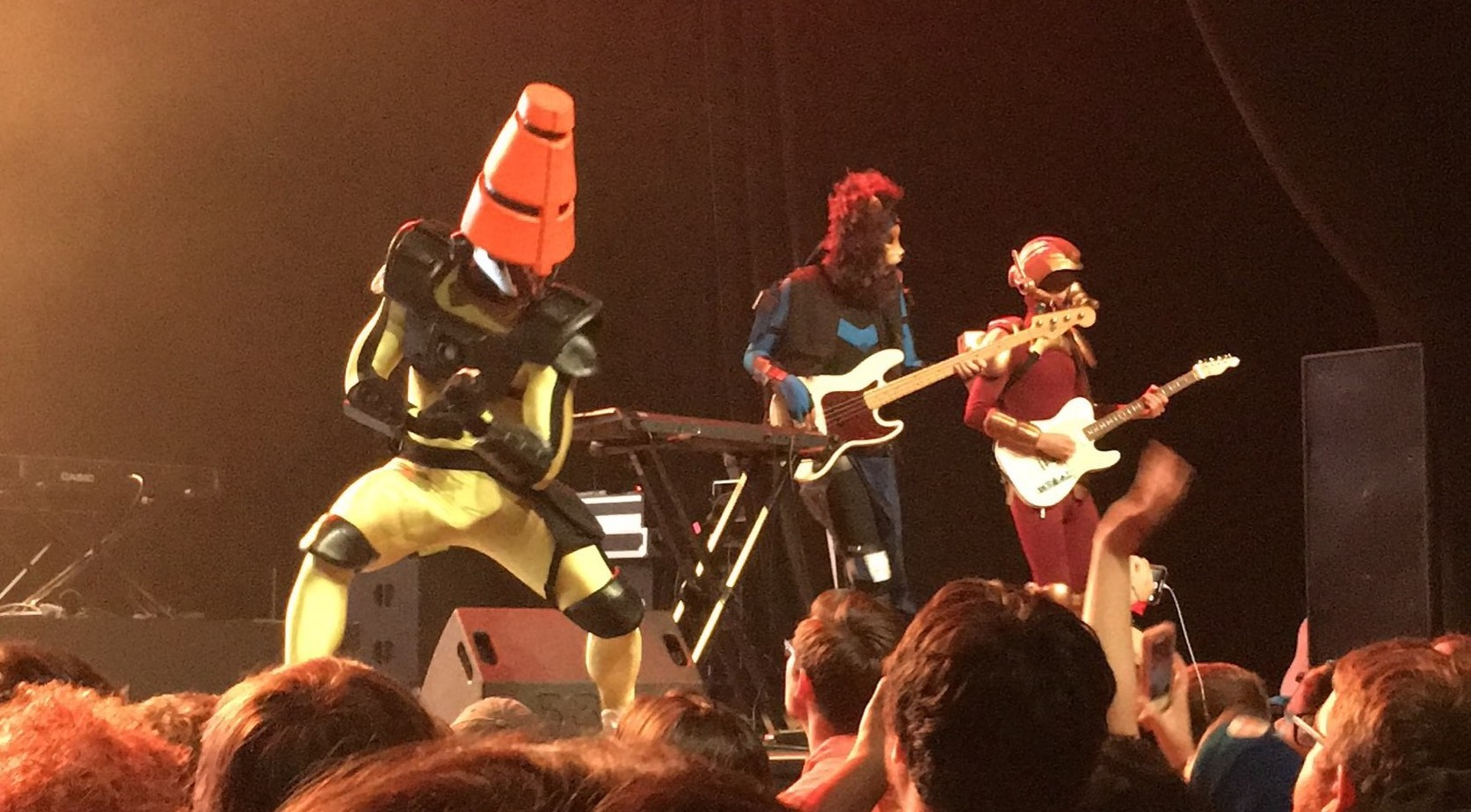
Tupper Ware Remix Party (de gauche à droite : Doctor Sung, Commander Meouch et Lord Phobos) est devenu le backup band de Ninja Sex Party en 2015.

Fin 2013, Avidan, Wecht et Hanson se sont associés pour créer un groupe parallèle nommé Starbomb, avec Avidan comme auteur-compositeur-interprète principal. Le groupe écrit des chansons parodiques sur les jeux vidéo, réunissant les styles musicaux sexuellement provocateurs de Ninja Sex Party et l'humour de Hanson basé sur les jeux vidéo.
La semaine du 15 février 2014, leur album du même nom, Starbomb, a atteint la première place au classement Comedy Albums (en), où il est resté 4 semaines de suite. Starbomb a également atteint la première place du palmarès Billboard Top Heatseekers pendant deux semaines consécutives, à partir de la semaine du 4 janvier 2014. En juillet 2014, Ninja Sex Party a donné un concert pour le San Diego Comic-Con International au Petco Park. Ils ont sorti le clip de Why I Cry pendant le concert,.
En 2015, deux singles ont été réalisés par le groupe Tupper Ware Remix Party, en collaboration avec Ninja Sex Party, intitulé « The Hit » et « Baby, NYC »; à partir de ce moment-là, TWRP est devenu le backing band de NSP à la fois sur les spectacles en direct et les sorties studio, tout en servant également de numéro d'ouverture pour les spectacles en direct,.
Leur troisième album, Attitude City, est sorti le 17 juillet 2015. Il a été l'un des 20 albums les plus vendus sur Amazon.com et a culminé à la première place du classement du Billboard Comedy Albums (en).
Le 3 août 2015, Ninja Sex Party a joué avec Steel Panther dans leur salle House of Blues, chantant Party All Day. Les groupes ont collaboré à plusieurs reprises, Steel Panther faisant une apparition dans le clip Road Trip, le chanteur Michael Starr fournissant des voix pour « 6969 » et Satchel jouant des guitares sur « Limelight »,.
Le 7 octobre 2015, Avidan a sorti le single « Firefly » avec Peter Lennox. Les deux avaient auparavant travaillé ensemble en tant que groupe atmosphérique Skyhill de 2006 à 2007. L'album a été acclamé pour la «maturation des paroles et du son» du groupe par rapport à leur album précédent.

### AlbumsUnder the CoversetCool Patrol(2016-2019)
Le 23 février 2016, ils publient le clip de leur reprise de « Take On Me »; puis une semaine plus tard, la vidéo de leur reprise de « Everybody wants to rule the World ». Le 4 mars 2016, l'album Under the Covers a été rendu public. L'album présente des apparitions d'invités par Tupper Ware Remix Party et Super Guitar Bros. L'album a fait ses débuts dans le palmarès Billboard au no 9 des meilleures ventes d'albums, no 2 des albums indépendants, no 3 des albums rock et no 17 des 200 meilleurs albums.
Le 18 octobre 2016, le clip de la chanson-titre de leur prochain album de comédie, Cool Patrol, est publié. On y voit apparaître les personnalités YouTube Jacksepticeye et Markiplier. Le 16 février 2017, le clip du deuxième single de Cool Patrol, « Eating Food in the Shower », est sorti.

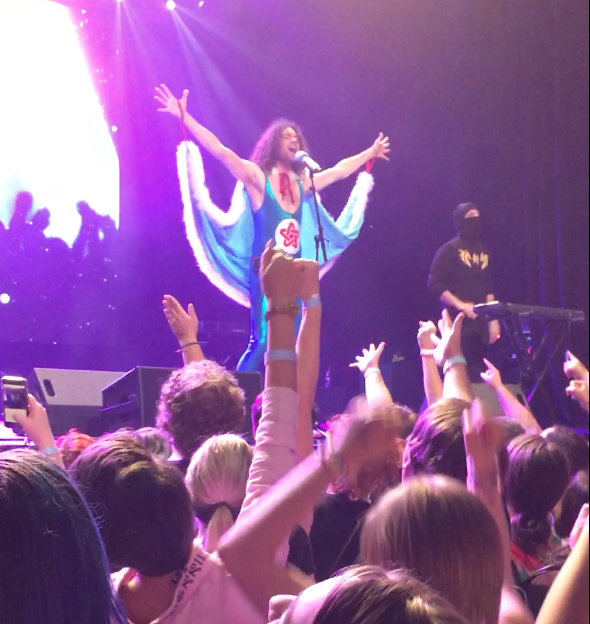
Ninja Sex Party à Dallas en août 2018, dans le cadre de leur tournée "Tour de Force".

Le 28 juin 2017, le groupe annonce sur sa page Facebook qu'ils avaient terminé toutes les chansons de leur deuxième album de reprise, Under the Covers, Vol. II, et sa date de sortie le 27 octobre 2017. Le 11 octobre 2017, ils annoncent que les fans pouvaient précommander une version de luxe signée ou une version de luxe non signée, les deux comprenant des affiches. Le lendemain, ils sortent un clip pour leur reprise de Pour Some Sugar on Me.
Le 2 octobre 2017, le groupe a annoncé que sa tournée Rock Hard 2017 était terminée et a remercié tous ceux qui y avaient participé.
En novembre 2017, Avidan a mentionné dans un épisode de Game Grumps que NSP avait terminé la plupart de l'enregistrement de Cool Patrol et que le groupe visait une sortie de l'album en juin 2018. Le 6 mars 2018, le groupe sort sa nouvelle chanson originale « Orgy for One » avec son clip le 6 mars 2018. Plus tard dans la journée, ils ont confirmé que la majeure partie de la post-production de Cool Patrol était terminée, le groupe visant une « sortie probable en juillet » qui serait précédée de deux nouvelles sorties de chansons originales dans l'intervalle. Le 8 mai 2018, ils ont annoncé qu'ils enregistraient actuellement Under the Covers, Vol. III, et visaient une sortie mi-2019.
En mai 2018, Wecht a lancé All-Star Variety Luau Spectacular de Ninja Brian, son propre spectacle de comédie musicale en direct récurrent dans lequel il dépeint son personnage de Ninja Brian, moins Avidan,,. Le groupe a également entamé une nouvelle tournée, intitulée Tour de Force, en même temps que la sortie du nouvel album, du 11 juin au 19 octobre 2018.
Le 25 juin 2018, le groupe a sorti le clip de la chanson Danny Don't You Know, avec la date de sortie officielle de Cool Patrol, le 17 août. La vidéo met en vedette l'acteur Finn Wolfhard, ami d'Avidan depuis qu'il était apparu sur Game Grumps en janvier 2017 et fan du groupe, incarnant Danny Sexbang plus jeune. Le groupe estime que « Danny Don't You Know » est leur « chanson préférée », à la fois musicalement et sous forme de vidéo. C'est devenu la vidéo la plus populaire sur YouTube,. Cool Patrol est sorti le 17 août 2018 et a immédiatement atteint la première place du palmarès Billboard Top Comedy Albums, et y est resté le 28 septembre 2018
En août 2018, Avidan et Wecht ont organisé une AMA sur Reddit où Avidan a confirmé que « (Don't Fear) The Reaper » de Blue Öyster Cult, « Sledgehammer » de Peter Gabriel, « Glory of Love » de Peter Cetera et « Down Under » de Men at Work paraîtrait sur Under the Covers, Vol. III. Le duo a ensuite déclaré au RIFF Magazine que l'album comprendrait également des reprises de chansons de Rush, Def Leppard, les Bee Gees et Michael Jackson. En novembre 2018, dix titres avaient été confirmés pour l'album.
Le 17 septembre 2018, Ninja Sex Party et Tupper Ware Remix Party ont interprété une version censurée de « Danny Don't You Know » dans le talk-show de fin de soirée Conan en tant qu'invité musical, faisant leurs débuts en direct à la télévision. Cette version censurée, qui a remplacé le mot « fuck » par « heck » et « hell », est sortie sur Spotify le 21 septembre sous le titre « Danny Don't You Know (Cool as Heck Version) ».
En décembre 2018, le groupe a été sélectionné par Billboard comme l'artiste de l'album de comédie no 1 de l'année, Cool Patrol étant sélectionné comme l'album de comédie no 1 de l'année.
Le 5 janvier 2019, Avidan a annoncé une prochaine chanson Ninja Sex Party sur son Instagram intitulée « Mystic Crystal », qu'il a décrite comme une « chanson de 13 minutes sur les sorciers ». Dans l'épisode de Game Grumps du 26 mars, Avidan a révélé que le groupe était sur le point de re-tourner un clip pour leur reprise de « Wanna Be Startin 'Somethin' » de Michael Jackson pour Under the Covers, Vol. III dans le sillage du documentaire Leaving Neverland, déclarant que « nous ne pouvons pas nous aligner sur ce genre de choses ».
Le 1er août 2019, la personnalité et musicienne allemande de YouTube Flula Borg a sorti la chanson « Self-Care Sunday », avec Ninja Sex Party. Le 1er novembre 2019, le groupe publie le clip pour leur reprise de « We Built This City » par Starship afin de promouvoir les précommandes de Under the Covers, Vol. III. Le clip de leur reprise de « Down Under » par Men At Work sort le 8 novembre 2019. L'album est sorti le 15 novembre.

### The Prophecy(2019-présent)
Le 25 novembre 2019, le groupe crée une nouvelle chanson originale, « The Mystic Crystal », leur plus longue chanson à ce jour à près de 12 minutes. Ils ont également annoncé que, bien qu'ils aient financé eux-mêmes tous leurs précédents clips, la vidéo qu'ils envisageaient pour « The Mystic Crystal » était trop chère, et ont donc commencé à vendre des pin's de 20 $ pour les fans qui souhaitaient soutenir la réalisation de la vidéo. Les pin's ont été vendues le 8 décembre, ce qui a permis le succès de la campagne de financement.
Le 14 décembre 2019, le groupe sort « The Decision Part 2: Ten Years Later », un clip vidéo célébrant le 10e anniversaire du groupe et faisant suite à « The Decision », la deuxième chanson de Ninja Sex Party sortie à l'origine sur 14 décembre 2009; la vidéo a également révélé le titre de leur prochain album original, The Prophecy,.

## Image publique
Wecht gère tous les comptes des réseaux sociaux Ninja Sex Party, ainsi que Starbomb et anciennement Game Grumps.
Le jeu mobile Shooting Stars présente un patron nommé Grump Dan, qui est une référence à Danny Sexbang.

## Membres
Membres du groupe

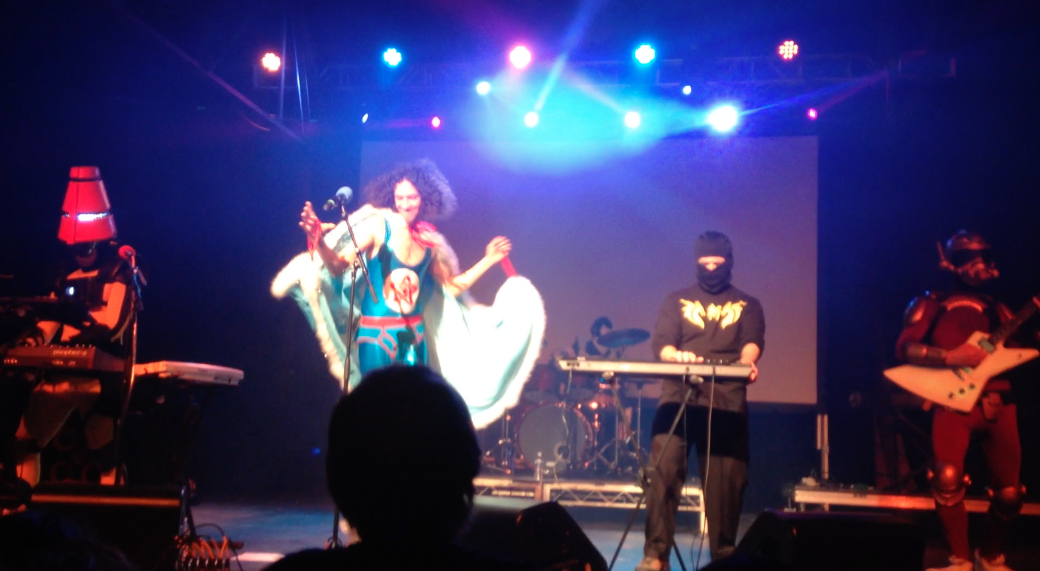
Ninja Sex Party avec Tupper Ware Remix Party à Nashville en 2017. De gauche à droite: Docteur Sung, Avidan, Wecht et Lord Phobos, avec Havve Hogan à la batterie en arrière-plan.

- Dan Avidan (Danny Sexbang)   - chant et accompagnement (depuis 2009)
- Brian Wecht (Ninja Brian)   - claviers, programmation, voix et accompagnement (depuis 2009)

Musiciens de session et de tournée
- Arin Hanson   - voix parlée (depuis 2011; interprète également des chansons de Starbomb lors de spectacles en direct du NSP)
- Tupper Ware Remix Party   - backing band, première partie (2015-présent)
  - Lord Phobos - guitare
  - Commander Meouch - guitare basse, chœurs
  - Doctor Sung - keytar, synthétiseur, voix modifiées
  - Havve Hogan - batterie

## Discographie
Albums originaux
- NSFW (2011)
- Strawberries and Cream (2013)
- Attitude City (2015)
- Cool Patrol (2018)
- The Prophecy (2020)[54]
- These Nuts (2024)

Albums de reprises
- Under the Covers (2016)
- Under the Covers, vol. II (2017)
- Under the Covers, vol. III (2019)[30]